# Арчибальд Мак-Ліш
Арчибальд Мак-Ліш (англ. Archibald MacLeish; 7 травня 1892, Гленко, Іллінойс — 20 квітня 1982, Бостон, Массачусетс) — американський поет і письменник. Лауреат трьох Пулітцерівських премій (1933, 1953, 1959).

## Життєпис
Народився в сім'ї торговця Ендрю Мак-Ліша, вихідця з Шотландії, і дочки священника з Коннектикуту, яка працювала в Іллінойському Рокфорд-коледжі.
Закінчив Єльський університет (бакалавр мистецтв), де навчався у 1911—1915 роках, вивчав англійську мову. У роки Першої світової війни дослужився до капітана артилерії. Закінчив Гарвардську школу права (1919) зі ступенем бакалавра права, потім у 1920—1923 роках вів юридичну практику в Бостоні.
У 1923—1928 рр. жив у Парижі, примикав до салону Гертруди Стайн.
У 1930—1938 рр. — письменник і редактор журналу «Fortune».
1939 року був призначений завідувачем Бібліотеки Конгресу, де працював до 1944 року.
У 1944—1945 рр. — помічник державного секретаря, один із творців ЮНЕСКО.
У 1949—1961 рр. викладав риторику та ораторське мистецтво в Гарварді.
У 1953—1956 роках був президентом Американської академії мистецтв і літератури.